# Janolhac
Janolhac (en francès Genouillac) és un municipi francès situat al departament del Charente i a la regió de la Nova Aquitània. L'any 2007 tenia 582 habitants.

## Demografia

### Població
El 2007 la població de fet de Genouillac era de 582 persones. Hi havia 227 famílies de les quals 51 eren unipersonals (16 homes vivint sols i 35 dones vivint soles), 86 parelles sense fills, 86 parelles amb fills i 4 famílies monoparentals amb fills.
La població ha evolucionat segons el següent gràfic:
Habitants censats

### Habitatges
El 2007 hi havia 278 habitatges, 233 eren l'habitatge principal de la família, 18 eren segones residències i 27 estaven desocupats. 277 eren cases i 1 era un apartament. Dels 233 habitatges principals, 195 estaven ocupats pels seus propietaris, 33 estaven llogats i ocupats pels llogaters i 5 estaven cedits a títol gratuït; 12 tenien dues cambres, 40 en tenien tres, 72 en tenien quatre i 109 en tenien cinc o més. 192 habitatges disposaven pel capbaix d'una plaça de pàrquing. A 84 habitatges hi havia un automòbil i a 117 n'hi havia dos o més.

### Piràmide de població
La piràmide de població per edats i sexe el 2009 era:
| Homes | Edats   | Dones |
| ----- | ------- | ----- |
| 0     | 95 o +  | 4     |
| 0     | 90 a 94 | 0     |
| 4     | 85 a 89 | 4     |
| 0     | 80 a 84 | 4     |
| 20    | 75 a 79 | 12    |
| 20    | 70 a 74 | 32    |
| 20    | 65 a 69 | 28    |
| 12    | 60 a 64 | 24    |
| 8     | 55 a 59 | 4     |
| 16    | 50 a 54 | 12    |
| 20    | 45 a 49 | 16    |
| 24    | 40 a 44 | 28    |
| 24    | 35 a 39 | 8     |
| 28    | 30 a 34 | 16    |
| 8     | 25 a 29 | 32    |
| 12    | 20 a 24 | 0     |
| 12    | 15 a 19 | 24    |
| 20    | 10 a 14 | 16    |
| 12    | 5 a 9   | 16    |
| 20    | 0 a 4   | 8     |

## Economia
El 2007 la població en edat de treballar era de 342 persones, 256 eren actives i 86 eren inactives. De les 256 persones actives 222 estaven ocupades (136 homes i 86 dones) i 34 estaven aturades (15 homes i 19 dones). De les 86 persones inactives 25 estaven jubilades, 22 estaven estudiant i 39 estaven classificades com a «altres inactius».

### Ingressos
El 2009 a Genouillac hi havia 236 unitats fiscals que integraven 596 persones, la mediana anual d'ingressos fiscals per persona era de 13.882 €.

### Activitats econòmiques
Dels 19 establiments que hi havia el 2007, 1 era d'una empresa extractiva, 1 d'una empresa alimentària, 3 d'empreses de fabricació d'altres productes industrials, 4 d'empreses de construcció, 3 d'empreses de comerç i reparació d'automòbils, 1 d'una empresa de transport, 2 d'empreses d'hostatgeria i restauració, 1 d'una empresa financera, 1 d'una empresa de serveis, 1 d'una entitat de l'administració pública i 1 d'una empresa classificada com a «altres activitats de serveis».
Dels 5 establiments de servei als particulars que hi havia el 2009, 1 era una oficina de correu, 1 taller de reparació d'automòbils i de material agrícola, 1 paleta, 1 lampisteria i 1 perruqueria.
L'any 2000 a Genouillac hi havia 26 explotacions agrícoles que ocupaven un total de 770 hectàrees.

## Equipaments sanitaris i escolars
El 2009 hi havia una escola elemental.

## Poblacions més properes
El següent diagrama mostra les poblacions més properes.